# Paréage
Le paréage  est un contrat de droit féodal d'association entre deux ou plusieurs seigneurs, leur assurant une égalité de droits et une possession en indivision sur une même terre. Le mot paréage est dérivé de « pair » et du latin pariagium. Cette association est avant tout économique ou commerciale et se fait entre deux égaux (pairs), parents ou étrangers, dans le but d'administrer et d'exploiter des biens. D'un point de vue politique, le paréage peut associer deux seigneurs, très souvent un laïc et un ecclésiastique, afin de gouverner une seigneurie ou une province.
Le paréage est aussi appelé pariage.

## Exemples
- Premier paréage d'Andorre signé en 1278 entre l'évêque d'Urgell, Pere d'Urtx, et Roger Bernat III, comte de Foix, délimitant leurs droits et pouvoirs respectifs sur le territoire d'Andorre.
- Second paréage d'Andorre, signé en 1288 entre les mêmes protagonistes.
- Paréage signé le 21 février 1289 entre le roi Édouard Ier d'Angleterre, duc d'Aquitaine, et les moines de l'abbaye d'Arthous pour fonder la bastide d'Hastingues.
- Paréage signé en 1305-1307 entre Jean de Comines, évêque du Puy, et le roi Philippe le Bel qui officialise les modalités de la coseigneurie des deux autorités sur la ville.
- Paréage signé en 1307 entre Guillaume VI Durand, évêque de Mende, et le roi Philippe le Bel (paréage appelé Feuda Gabalorum) : le Gévaudan est partagé en trois : la terre du Roi, la terre de l'évêque de Mende et la terre commune placé sous la juridiction d'une cour commune dont le personnel judiciaire est nommé en accord entre le roi et l'évêque.
- Paréage intervenu en 1308 entre le roi et l'évêque de Pamiers, qui a donné naissance au village de Villeneuve-du-Paréage en Ariège.
- Paréage conclu en 1390 entre le roi de France Charles VI et le seigneur de Mirepoix sur la seigneurie de Mirepoix.
- Paréage de la double seigneurie de Maastricht entre l'évêque de Liège et le duc du Brabant à partir de 1204. La seigneurie devint un condominium à partir de 1632 lorsque les États généraux des Provinces-Unies devenues indépendantes récupérèrent la tutelle brabançonne.